# Адабия
Адабия (араб. ميناء الأدبية‎) — портовый город в Египте. Расположен на западном берегу северной части Суэцкого залива, к западу от мыса Эль-Адабия (Рас-эль-Адабия), на берегу бухты Адабия Суэцкой бухты, к юго-западу от южного входа в Суэцкий канал, у подножья гор Атака (Гебель-Атака), к югу от города Атака и в 17 км от города Суэц. Административно относится к «кисму» (قسم‎, то есть «участку») Атака в мухафазе Суэц.
Представитель ОАР при ООН Мухаммед Аввад аль-Куни (1906—1979) на заседании Совета безопасности ООН 10 сентября 1968 года заявил, что 8 сентября при обстреле израильской артиллерии разрушена больница в порте Адабия.
В ходе Войны Судного дня («Октябрьской войны») 1973 года израильская 252-я бронетанковая дивизия «Синай» под командованием Кальмана Магена вышла в район порта Арабия. Когда 401-я бронетанковая бригада «Иквот ха-Барзель» под командованием Дана Шомрона вступила в порт, его пытались покинуть 2 египетских торпедных катера. Огнём танков их удалось потопить. Войска с плацдарма на западном берегу Суэцкого канала выведены по соглашению о разъединении войск, подписанному 18 января 1974 года.